# Дунфэн-17
Дунфэн-17 ( упр. китайский: 东风-17 ; тр. китайский: 東風-17 ; сокращённо: DF-17 ) - китайская мобильная двухступенчатая твердотопливная баллистическая ракета средней дальности, предназначенная для доставки управляемого гиперзвукового блока DF-ZF (ранее использовалось обозначение WU-14). Впервые продемонстрирована публике в 2019 году на военном параде, посвящённый 70-летию Китайской Народной Республики.

## История создания
В 2014 году начались испытания управляемого гиперзвукового блока DF-ZF (является боевой частью DF-17)
В 2017 году начались испытания баллистической ракеты DF-17
В 2019 году DF-17 была продемонстрирована на военном параде, посвящённый 70-летию Китайской Народной Республики
В 2022 году во время учений близ Тайваня Народно-Освободительная Армия Китая применила DF-17

## Общие сведения

Схема пусковой установки DF-17

DF-17 является носителем и доставщиком управляемого гиперзвукового блока DF-ZF (ранее WU-14). Данный гиперзвуковой блок может нести как ядерный боезаряд, так и обычный боезаряд. Также известно, что DF-17 может оснащаться не только гиперзвуковым блоком, а нести ядерные боеголовки и обычные боеголовки с боезарядом.

## См. Также
Авангард - российский гиперзвуковой комплекс.
DARPA Falcon Project - проект гиперзвукового блока США.
Кинжал - российский гиперзвуковой ракетный комплекс.